# Vaisei
Vaisei è un villaggio della Collettività d'oltremare francese di Wallis e Futuna, nel regno di Sigave, sull'isola di Futuna, sulla costa occidentale. Secondo il censimento del 21 luglio 2008 il villaggio ha una popolazione di 196 abitanti.
Vaisei si trova a circa 1.5km dal villaggio di Fiua e a circa 2.1km da Nuku.

## Società

### Evoluzione demografica
Abitanti censiti